# Bombylius pintuarius
Bombylius pintuarius är en tvåvingeart som beskrevs av Baez 1983. Bombylius pintuarius ingår i släktet Bombylius och familjen svävflugor. Inga underarter finns listade i Catalogue of Life.